# 与板藩
与板藩（よいた はん、旧字体：與板）は、越後国三島郡（現在の新潟県長岡市与板地域周辺）に所在した藩。藩庁は与板陣屋。藩主は初め牧野家、その後幕領を経て井伊家。家格は帝鑑間詰めの譜代大名で、石高（表高）は初め1万石、1705年（宝永2年）井伊家が藩主となった際に2万石となっている。

## 概要

### 牧野家時代
越後長岡藩初代藩主・牧野忠成の次男康成が1634年（寛永11年）に三島郡与板に1万石を分与され、長岡藩の支藩として立藩した。上杉家の家老・直江兼続の居城として知られ、廃城となった与板城址の麓に陣屋を置いて、与板近辺を支配した（現長岡市与板支所）。しかし、康成は領地を得てから23年間、陣屋に移らなかった。
第2代藩主・牧野康道の上級家臣として、牧野・野口・加藤・木俣・諏訪・真木・稲垣・平井・甲谷・小川・太田の惣士があった。1667年（寛文7年）、突如として家老の野口家が改易され、一族は召し放ち処分（解雇）となり、牧野家の家中から根こそぎ追放された。野口家は、家老のほかに2人が要職にあった。改易の理由は、江戸城から下城するにあたって、幼い藩主であった康道の後詰めの不備を責められたものである。藩主は幼く、その父も他界していたので、藩主の強い意思でなされた懲戒処分とは想像できない。改易および一族の事実上の追放は明らかに厳しすぎる処分であり、野口家が権力闘争に敗れたか、謀略によるものであると考えられている。
1702年（元禄15年）、牧野家は信濃小諸藩1万5千石に転封された。実高は3万石の領地であったが、公称（表高）は1万5千石に抑えられた。これは、当時の藩主である3代康重が将軍・徳川綱吉の母・桂昌院の実弟・本庄宗資の実子であるという縁から綱吉に引き立てられ、小藩ながら城持ちで格式の高い小諸に栄転させられたものである。

### 井伊家時代
その後、幕府領を経て、1705年（宝永2年）に井伊直矩が2万石で封じられた。直矩は近江彦根藩井伊家（掃部頭家）から分家の直勝系井伊家（兵部少輔家）へ養子入りしたが、養父の直朝が精神疾患を理由に遠江掛川藩を改易となった後、名門井伊家への特別の計らいにより、減移封の上で直矩の相続による家名存続が許されたという事情があった。以後、与板藩は廃藩置県まで井伊家の藩主で存続した。
兵部少輔家は掛川時代には城主大名であったのが無城大名に降格し、参勤交代を行わない江戸定府となった。1804年（文化元年）、6代直朗は若年寄（就任：1781年 - 1812年）としての功績により城主格となり、参勤交代が認められた。それを機に与板城の建設が行われ、1823年（文政6年）、7代井伊直暉の時に完成した。なお、最後の藩主・直安も掃部頭家からの養子で、大老・井伊直弼の四男である。東京都世田谷区の豪徳寺にある裃着用の直弼の肖像画は、実子である直安が、後年記憶を頼りに描いたものである。

### 幕末から明治へ
慶応4年（1868年）、鳥羽・伏見の戦いに於いてその火蓋を切った戊辰戦争は、それまで政争の中心から遠かった小藩の与板藩をも、妥協を許さぬ対立抗争へと引き込んだ。大政奉還後、井伊家宗家の彦根藩が譜代筆頭にもかかわらず新政府側に藩論を転向させたことから（井伊家は代々勤皇を是としていた点もあり）、与板藩もそれに従った。近隣の諸藩は陸奥会津藩の影響もあり、佐幕色を強めて新政府軍と戦ったが、与板藩は前記の事情から新政府軍側に就く構図となり、孤立した存在となった。また当時中立を表明していた長岡藩と接触し、藩の事情を説明していたが、その後長岡藩は一転して同盟軍に加盟している。
藩主の直安は2月まで江戸藩邸に所在したが、その後国許入りする。4月に入り、新政府軍の先発隊が進出すると、直安は高田で新政府軍総督と会見し、恭順の意を示した。4月5日に新政府軍の命を受けて京都御所警備のために上洛した。4月11日には古屋佐久左衛門が率いる衝鋒隊が今井信郎を派遣して、与板藩に1万両と兵糧米500俵を要求したが、7000両余しか蓄えがない与板藩はそのほぼすべてを供出した。無一文になった与板藩は、長岡藩家老の河井継之助に泣き付いて同藩から7000両の貸付を得ている。北陸道軍が幕府領だった出雲崎に進駐すると、5月14日にはこれに応じて出雲崎口に出兵した。
5月19日早朝、新政府軍は膠着した戦況を打開するために三島郡本大島村（現長岡市大島新町）から信濃川を渡河し、長岡城を急襲し落城させた。
その後、奥羽越列藩同盟軍は与板城を攻撃するために、会津藩・桑名藩・上山藩兵で組織された軍を地蔵堂（燕市）・大河津（長岡市）経由で与板へ進めた。与板藩家老も藩兵を率いて進軍し、新政府軍に援軍を要請した。5月27日、与板手前の金ヶ崎で両軍が衝突。一斉射撃を掛けるが、会津藩兵の応戦に遭い退却した。5月28日早朝には援軍が到着した。軍議が開かれ、金ヶ崎へは長州・須坂藩兵を配置、塩之入峠口には薩摩・長州・飯山・戸山・与板藩兵を配置した。同盟軍の3倍の兵力である。塩之入方面では一斉射撃により善戦するが、金ヶ崎では戦況は不利となった。塩之入方面が突出すれば退路を断たれる為、新政府軍は至急退却を始めた。しかし同盟軍の勢いは強く、驚いた新政府軍は与板城に火を付け、大手門・切手門以外が焼失した。このため城下は混乱に陥った。その後も6月まで与板周辺で攻防戦が続いたが、同盟軍から与板城下を守り抜いた。
近隣の三根山藩は1回目の長岡城落城後新政府軍に参加すべく、家老・神戸十郎右衛門を与板藩に送り援軍を求めた。しかし与板藩では援軍を出す余裕が全くなく、直接長岡の新政府軍との交渉を勧めたが、結局三根山藩は新政府軍と交渉出来なかった。そのため、三根山藩は奥羽越列藩同盟の一員である庄内藩軍の要求に応じ、出兵せざるを得なかった。以後庄内藩軍と行動を共にし、野積、寺泊、出雲崎と戦闘を繰り広げた。しかし、新潟・長岡が新政府軍の手に落ちると三根山藩は南北から挟撃される形となり、新政府軍に恭順の意を示した。その後は与板藩他3藩と連合して庄内への進撃を命ぜられ、一度は共に戦った庄内藩を敵に回して戦う形となった。
結果として、与板藩は新政府軍の前進拠点としての役割を果たすこととなった。この戦いでの総出兵数は166名、戦死者5名、負傷者20名である。なお当時の藩士数は士族253名、卒族1203名と記録されている。
明治2年（1869年）に戊辰戦争の功労を顕彰して、明治政府より賞典金2000両が給与された。同年版籍奉還が行われ、藩主直安は知藩事となり華族に列している。明治4年（1871年）7月14日の廃藩置県により旧藩領は与板県となり、同年11月20日には柏崎県に編入、さらに1873年（明治6年）6月10日には新潟県に編入された。1884年（明治17年）、藩主家は子爵となっている。

## 歴代藩主

### 牧野家
譜代 1万石　（1634年 - 1689年）
1. 康成（やすなり）〔従五位下、内膳正〕
2. 康道（やすみち）〔従五位下、遠江守〕
3. 康重（やすしげ）〔従五位下、周防守〕

### 井伊家
譜代 2万石　（1705年 - 1873年）
1. 直矩（なおのり）〔従五位下、兵部少輔〕
2. 直陽（なおはる）〔従五位下、丹波守〕
3. 直員（なおかず）〔従五位下、伯耆守〕
4. 直存（なおあり）〔従五位下、伊賀守〕
5. 直郡（なおくに）〔夭折により官位官職なし〕
6. 直朗（なおあきら）〔従四位下、右京大夫、若年寄〕
7. 直暉（なおてる）〔従五位下、宮内少輔〕
8. 直経（なおつね）〔従五位下、兵部少輔〕
9. 直充（なおみつ）〔従五位下、兵部少輔〕
10. 直安（なおやす）〔従五位下、兵部少輔〕

## 藩の内情

### 老臣
牧野家藩主時代の家臣筆頭は倉地家であったが、本藩の長岡藩に帰参した。倉地家以下の上級家臣として、牧野家・野口家・加藤家・木俣家・諏訪家・真木家・稲垣家・平井家・甲谷家・小川家・太田家（順不同）があった。与板初期の家老3家（倉地・牧野平四郎・加藤）は、いずれも藩主牧野家の牛久保在住期以来の譜代である。

### 参勤交代
井伊家の江戸城詰席は帝鑑間であった。上屋敷は安永年代は数寄屋橋内、文久年代は向柳原、明治になると下谷七曲りに所在した。参勤の様子は1824年（文政7年）を例に取ると、5月15日に与板を出発、三国街道を進み川口・六日町・三俣・須川・渋川・本庄・桶川・板橋に宿泊する。5月23日に江戸へ到着した。

### 藩校
江戸藩邸には以前から学問所が開かれていたが、藩内では1860年（万延元年）に正徳館（しょうとくかん）の名称で藩校が創設された。戊辰戦争で与板城が焼失した影響で一旦閉校となったが、上野御徒町で漢学塾を開いていた小橋多助を招き、その指導の下で1869年（明治2年）10月29日に開校式を行い再興された。その際、藩士の子弟に限らず広く学問の志ある領民に就学を呼びかけ、「極貧者でも良し。衣食住に欠ける者は校内に寄宿しても良い」と触れを出して万民に対する学びの場への門戸を開き、幅広く有為な人材登用を目論んでいたとされる。実際に藩士の子弟に限らず商人の子弟の入学者が存在している。
再興当時の在籍者は通学生が70名、寄宿生が30名ほどであり、藩外からの生徒も存在した。他藩と同様に文芸として朱子学・漢学・書道を、武芸として剣術・槍術・柔術・射術・砲術・馬術を実践していた。それ以外にも与板中島（現 長岡市与板町東与板）に於いて西洋砲術の訓練が実施されるなどした。
1871年（明治4年）、廃藩置県に伴い与板県となると「与板県学校」と改称した。柏崎県編入後も授業が行われていたが1872年（明治5年）7月に廃止された。なお、長岡市与板地区内に所在する新潟県立正徳館高等学校は、この藩校の名を冠して創立された学校である。また長岡市立与板小学校内にある学校・郷土関連の資料室も「正徳館」の名で呼ばれている。

### 城下町の様子
陣屋の所在した与板は信濃川左岸に開け、西側は日本海との間の低い丘陵地となっている城下町として知られた。太平洋戦争で空襲を受けなかった事から、現在でも残る城下町特有の鍵型の道路や小路がそれを物語っている。現在の住所表記である「与板甲」（町内で言えば馬場丁・泉丁・長丁・下丁）は陣屋が所在することから主に武士の居住地域、「与板乙」（町内で言えば新町・仲町・上町・船戸・横町・蔵小路等）は主に商人・職人の居住地域として定められていた。特に新町・仲町・上町・横町に商店が集中し、何れも民家は間口が狭く屋根は妻入りで細長い（「うなぎの寝床」状態）様子であった。
城下町だけでなく信濃川水運の川港町としての役割が強く、町場は支流黒川沿いに立地しすぐに信濃川に合流することから、新潟・長岡方面以外にも大坂廻米等も扱う廻船問屋が多く生まれ賑いを見せた。享保年間は9名の船持、14艘の廻船を有していた記録があり、その後時代が下るに連れて廻船の数も増加し繁栄した。その為大坂屋三輪家、扇屋中川家の様に豪商として名を成し藩の御用商人となった者が傑出した。市場も『越後野志』に「与板新町ニテ、毎年六月二十五日ヨリ七月朔日迄市アリ、四方ノ商客輻輳ス、又馬モ売買ス」と記される様に賑っており、商圏も広く当時は長岡と同等の町場が開けていたようである。港町ということで付近の農村部の物資が集結し発展を続けた。

### 現存する建物
陣屋の大手門が浄土真宗西本願寺派新潟別院に明治維新後、移築されている。また切手門が恩行寺に移築され、両方とも長岡市の指定文化財に指定されている。また、冠木門は1997年に陣屋跡に建つ与板ふれあい交流センター内に復元されている。

## 幕末の領地
- 越後国
  - 刈羽郡のうち - 13村
  - 三島郡のうち - 37村
  - 蒲原郡のうち - 25村

明治維新後に、三島郡1村（旧会津藩領）が加わった。